# 清水 (愛達荷州)
清水（英語：Clearwater）是位於美國愛達荷州愛達荷縣的一個非建制地區。該地的面積和人口皆未知。

## 地理
清水的座標為46°01′21″N 115°53′58″W / 46.02250°N 115.89944°W，而該地的平均海拔高度為777米（即2549英尺）。